# 하월스 (백화점)

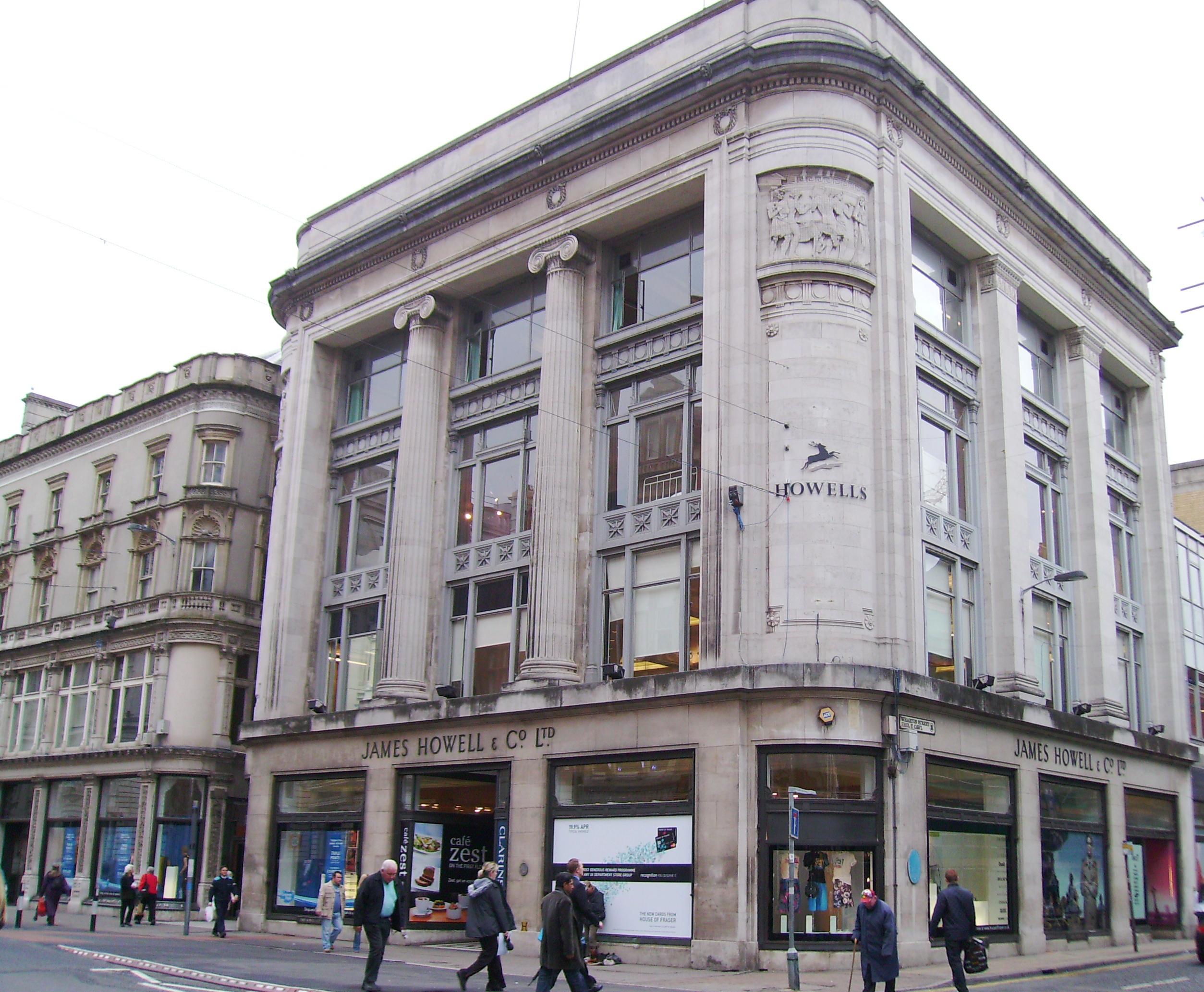
하월스

하월스(Howells)는 웨일스 카디프의 세인트 메리 가에 자리한 큰 백화점이었다. 1856년 제임스 호웰이 백화점을 개장했고 그 후로 이어지다가 1972년 하우스 오브 프레이저 그룹에 인수, 2010년에는 '하우스 오브 프레이저'로 브랜드를 바꿨다.

## 매체에서의 등장
하월스 백화점은 2005년에 BBC 드라마 《닥터 후》에서 내부와 외부 모두 세트장으로 사용된 적이 있었다. 작중에서 로즈 타일러의 직장인 '헨릭스 백화점'의 배경으로 사용되었고, 첫번째 에피소드에서 폭발에 휩싸여 파괴된다.